# Versalles (ort)
Versalles är en ort i Colombia.   Den ligger i departementet Valle del Cauca, i den centrala delen av landet, 230 km väster om huvudstaden Bogotá. Versalles ligger 1 840 meter över havet och antalet invånare är 3 542.
Terrängen runt Versalles är varierad. Versalles ligger uppe på en höjd. Runt Versalles är det ganska tätbefolkat, med 155 invånare per kvadratkilometer. Närmaste större samhälle är La Unión, 11,5 km öster om Versalles. I omgivningarna runt Versalles växer i huvudsak städsegrön lövskog.